# Varanus griseus

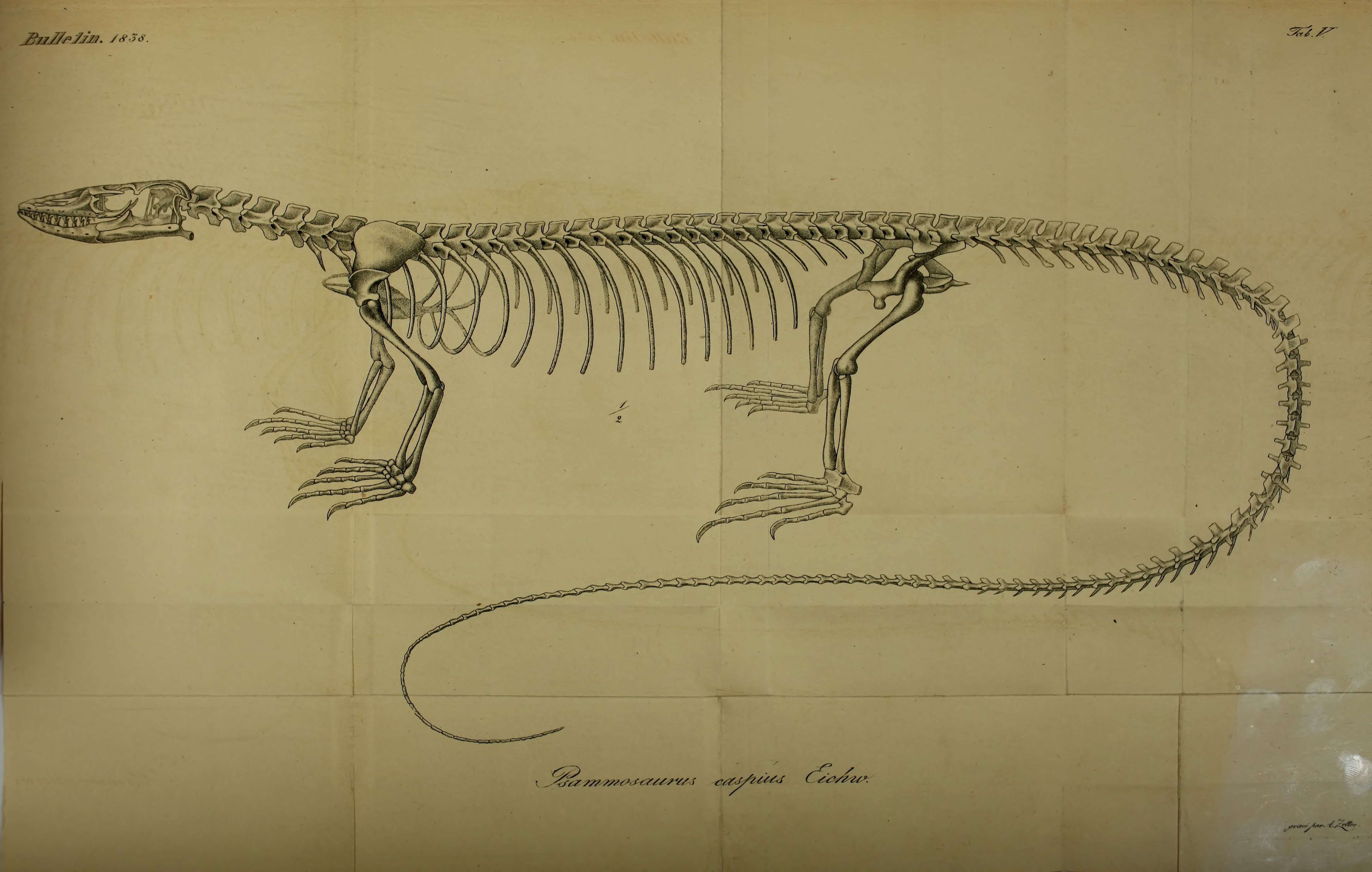
Disegno di scheletro di V. griseus

Il Varanus griseus o varano del deserto è una specie di varano che abita nei deserti, unica specie del sottogenere Psammosaurus insieme a Varanus nesterovi (Böhme et al., 2015).  Si nutre di piccoli mammiferi e rettili che vivono nei deserti, soprattutto rocciosi. I Tuareg lo chiamano aghâta, lo considerano animale da rispettare e non ne consumano la carne perché sostengono di esserne discendenti. Un mito antico, infatti, sostiene che gli uomini che uccisero la cammella Fakrou vennero per punizione tramutati in animali, perlopiù ignobili, mentre un nobile tra essi venne tramutato in varano. 

## Descrizione
V. griseus può raggiungere 1,50 m di lunghezza, ma in condizioni eccezionali anche i 2 m. Ciò dipende infatti dalla quantità di nutrimento disponibile, dal periodo dell'anno e quindi dal clima. Assume normalmente una colorazione che varia dal miarroncino chiaro al giallo ed al grigio; tuttavia la schiena o la coda possono essere striate o presentare macchioline gialle. I giovani invece hanno una livrea arancione brillante con bande lungo il dorso che solitamente vengono perse con l'età. I loro colori sono perfettamente adattati all'ambiente in cui vivono e consentono dunque un efficiente mimetismo. Le narici sono situate in maggiore prossimità degli occhi rispetto alla terminazione del muso. I maschi sono generalmente più grandi e robusti delle femmine, differenze che ne consentono il riconoscimento anche dalla distanza dopo un'accurata ispezione. Gli adulti vanno incontro alla muta per 3 volte l'anno e si tratta di un processo che può durare per qualche mese.

### Sottospecie
Sono state individuate e descritte 3 sottospecie:
- V. g. griseus
- V. g. caspius
- V. g. koniecznyi

#### V. g. griseus
Chiamata anche varano grigio del deserto, questa specie possiede dalle 5 alle 8 bande grigie sul dorso e 19-28 sulla coda. Questa è più rotondeggiante di quella delle altre sottospecie e le sue dimensioni dipendono dall'habitat in cui l'individuo vive. Il colore più comune è il grigio per gli individui che abitano tra le sabbie del deserto, colori brillanti sono invece più riscontrabili negli esemplari che frequentano zone ricche di vegetazione. Predilige predare altri sauri e serpenti, ciò nonostante può anche nutrirsi di uova e piccoli mammiferi.

#### V. g. caspius
Questa sottospecie presenta lo stesso numero di bande dorsali di quella precedente, dalle 13 alle 19 sulla coda e circa 143 file di squame sulla parte intermedia del corpo. È la più grande delle 3 sottospecie ed è ritenuta essere in pericolo di estinzione. Preferisce zone sabbiose od argillose ma certe volte può essere trovata anche in ambienti boschivi. La loro dieta include tartarughe, uova di vari animali, piccoli mammiferi, cobra e vipere. Ama scavare e spesso si rifugiano in fosse discretamente profonde scavate in precedenza. 

#### V. g. koniecznyi
Conosciuta anche con il nome di varano indiano del deserto, la sottospecie ha un numero di striature sul dorso minore alle altre due, varia infatti dalle 3 alle 5, mentre quello delle bande sulla coda è pressoché identico. Fino a 139 file di squame sono riscontrabili sulla sezione intermedia del corpo ed, a differenza di V. g. griseus e V. g. Caspius, la testa è più ampia e piatta. È la sottospecie di dimensioni più esigue ed è diffusa in Pakistan ed India. È stato riportato che V. g. koniecznyi non vada in ibernazione, ma che rimanga pur sempre abbastanza inattiva durante il periodo compreso tra dicembre e marzo. La dieta della sottospecie consiste principalmente in invertebrati ma occasionalmente non disdegna mammiferi e lucertole.
In generale è stato osservato che ogni sottospecie è un'eccellente nuotatrice e che qualche volta entri in acqua per cacciare. 

### Veleno
Si ritiene che il genere Varanus possa essere costituito da alcuni membri velenosi, ma ciò rimane un'ipotesi dibattuta. Si credeva che questa caratteristica fosse tipica esclusivamente di serpenti ed elodermi e che le conseguenze dei morsi di varano fossero dovute esclusivamente ai batteri presenti nella bocca, ma studi recenti hanno mostrato che alcune specie possiedono ghiandole velenifere. Nel caso del varano del deserto non sono ancora stati condotti test, ma i suoi morsi mostrano effetti simili a quelli di specie che sono state provate essere velenose. Il veleno verrebbe usato per difendersi dai predatori, digestive cibo e per uccidere le vittime.

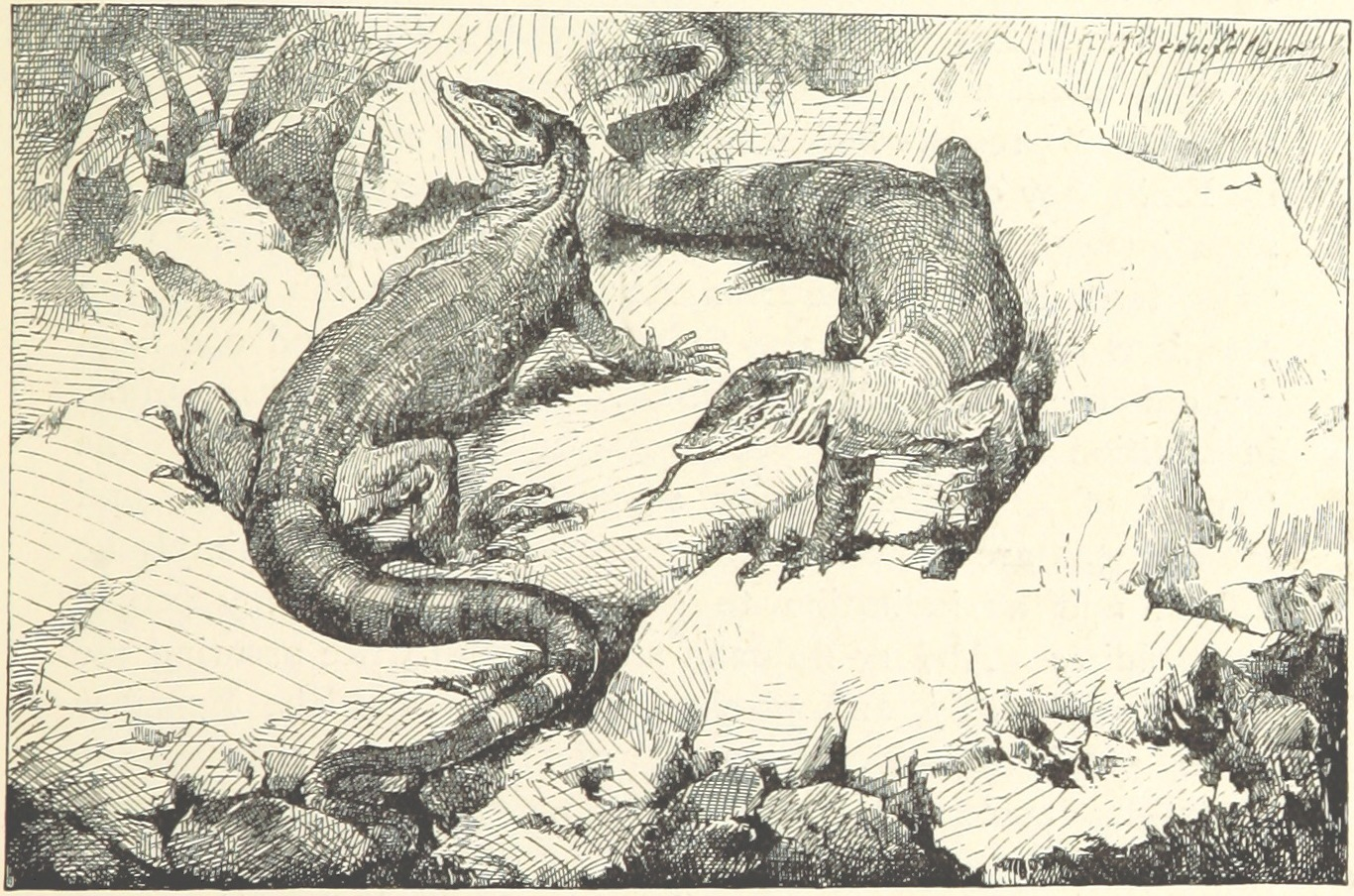
Disegno di V. griseus

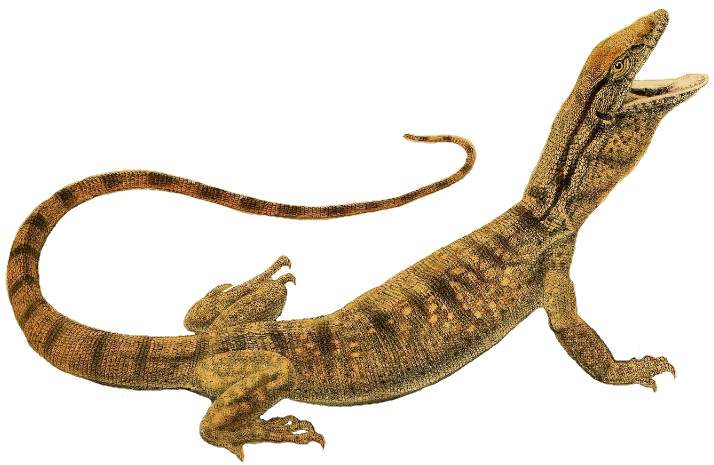
V. griseus

## Distribuzione
Il varano del deserto è diffuso in: Marocco, Algeria, Tunisia, Libia, Egitto, Mauritania, Mali, Niger, Ciad, Sudan, Giordania, Turchia, Israele, Siria, Libano, Iraq, Arabia Saudita, Oman, Yemen, Turkmenistan, Kazakistan, Uzbekistan, Tagikistan, Kirghizistan, Afghanistan, Iran, Pakistan ed India. Lo si può incontrare fino a 1300 m di altitudine.

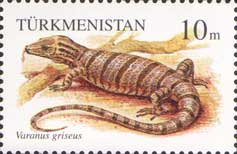
V. griseus su un francobollo turkmeno

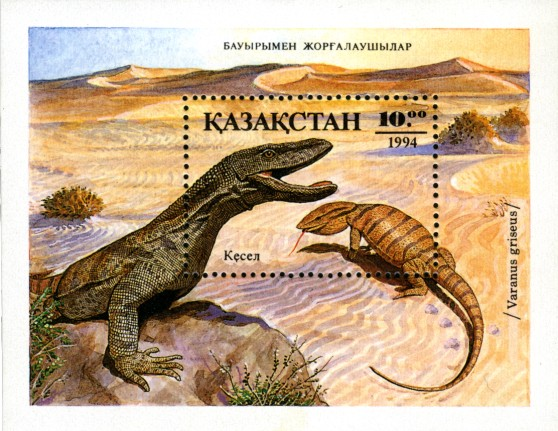
V. griseus su un francobollo kazako

## Conservazione
Circa 17.000 pelli vengono annualmente messe sul mercato sebbene il commercio internazionale ne sia proibito. Nel Nord Africa, in Asia centrale e parti dell'India la specie non è protetta, quindi viene ancora cacciata a fini commerciali.

### In cattività
Questi varani vivono a malapena qualche anno se mantenuti in cattività. L'aspettativa di vita media in natura si aggira invece intorno agli 8 anni. Raramente, quando tutte le loro necessità naturali ed abitudini sono state rispettate, alcuni esemplari sono stati in grado di raggiungere e superare il 17º anno di età; rimangono però abbastanza aggressivi e detestano essere maneggiati. Qualora dovessero essere tenuti come animali domestici, il loro ambiente dovrebbe essere il più simile possibile a quello naturale, con temperature minori durante la stagione invernale per consentire l'ibernazione e maggiori durante i mesi estivi.

## Abitudini
Il comportamento dell'animale è fortemente condizionato dalle temperature dell'ambiente circostante, poiché è una specie eteroterma. Col raffreddamento del clima, questi varani tendono a diventare inattivi ed i segnali nervosi ed olfattivi ad indebolirsi, fatto che penalizza ingentemente V. griseus, rendendolo incapace di cacciare o sfuggire a potenziali predatori. Velocità di locomozione e temperatura corporea sono strettamente collegate, all'aumentare di quest'ultima si assiste ad un crescere della prima. Quando infatti l'animale è costretto ad affrontare un predatore con temperature intorno a 21 °C circa, tenderà a cercare il confronto con l'aggressore piuttosto che scappare. Il periodo di ibernazione coincide approssimativamente ai mesi compresi tra settembre ed aprile, ma non sempre accade così. Al termine di questa il picco di attività è raggiunto tra i mesi di maggio e luglio e nelle ore più calde il varano si rifugia nella sua buca, uscendo solo per andare in cerca di cibo. In questi mesi avviene la riproduzione: le uova si schiudono dopo 120 giorni ed i nuovi nati misurano circa 25 cm Sono necessari almeno 4 anni affinché questo rettile raggiunga le sue dimensioni massime e 3 per il raggiungimento della maturità sessuale.

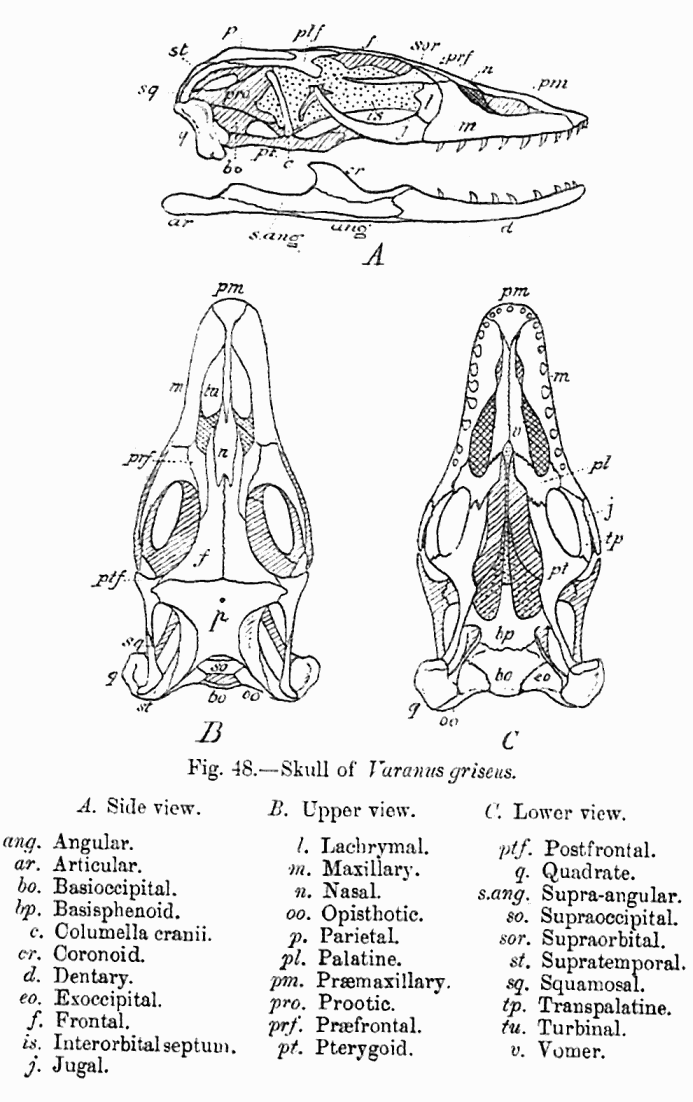
Cranio di Varano grigio